# فلیم اسپیتز
فلیم اسپیتز (به لاتین: Flimspitz) یک کوه در سوئیس است که در Samnaun واقع شده‌است. فلیم اسپیتز ۲٬۹۲۹ متر بالاتر از سطح دریا واقع شده‌است.